# Joel Blomqvist
Joel Blomqvist, född 10 januari 2002, är en finländsk professionell ishockeymålvakt som spelar för Pittsburgh Penguins i National Hockey League (NHL).
Joel Blomqvist har tidigare spelat för Oulun Kärpät i Liiga; Wilkes-Barre/Scranton Penguins i American Hockey League (AHL) samt Kokkolan Hermes i Mestis. Han draftades av Pittsburgh Penguins i andra rundan i 2020 års draft som 52:a spelare totalt.